# Resolució 527 del Consell de Seguretat de les Nacions Unides
La Resolució 527 del Consell de Seguretat de les Nacions Unides fou aprovada per unanimitat el 15 de desembre de 1982. Després d'haver escoltat representacions de Moshoeshoe II de Lesotho, el Consell va condemnar, al costat d'una resolució de l'Assemblea General de les Nacions Unides, un atac de Sud-àfrica a Lesotho que havia provocat danys i la mort de 40 persones.
La resolució exigia una compensació a Lesotho per l'atac, que també va recomanar que els que fugissin de l'apartheid tinguessin el santuari al país. També va demanar als Estats membres que proporcionessin ajuda econòmica a Lesotho. Sud-àfrica es va negar a pagar una compensació.
El Consell va reiterar l'ús de mitjans pacífics per resoldre els problemes internacionals, demanant al secretari general de les Nacions Unides que iniciés consultes amb el Govern de Lesotho sobre qüestions humanitàries, i informar periòdicament al Consell sobre l'aplicació de la resolució.